# 小野見知
小野 見知（おの みち、1984年 - ）は、日本のテレビディレクター、演出家、監督。NHK所属。

## 作品

### ドキュメンタリー・教養番組
- 目撃!日本列島 『この地で生きてゆく ～原発事故 避難家族の記録～』（2011年10月8日、NHK総合、NHK松山制作） - ナレーション 内野聖陽
- あしたをつかめ ～しごともくらしも～ 『今田 京佑 (造船会社 ぎょうてつ)』 （2013年11月18日、NHK Eテレ、NHK松山制作）
- しこく8 『“生きる意味”を探して ～避難家族 3年の記録～』 （2014年7月4日、NHK総合、NHK松山制作）- ナレーション 内野聖陽
- 先人たちの底力 知恵泉 『藤堂高虎 キャリアアップの極意』 （2015年4月14日、NHK Eテレ、NHK名古屋制作）

### テレビドラマ
- ドラマ10 『マチ工場のオンナ』 第5回 「不都合なウワサ」（2017年11月24日から12月29日、NHK総合、NHK名古屋制作） ゲストレギュラー 鈴木綜馬
- ドラマ10 『トクサツガガガ』企画・演出。 ♯4 「オタクノキモチ」、♯5 「ウミノジカン」（2019年1月18日から、NHK総合、NHK名古屋制作）

「救急機エマージェイソンのテーマ」、「♡にショット！MAXパワー」では、作詞も担当。（原作には一部しか歌詞が載っていない）
- テレワークドラマ「今だから、新作ドラマ作ってみました 『第3夜 転・コウ・生』 （2020年5月8日、NHK総合）
- よるドラ 『ここは今から倫理です。』 （2021年1月16日から3月13日まで、NHK総合）
- 大河ドラマ 『どうする家康』 （2023年1月から、NHK総合）
- 連続テレビ小説『おむすび』（2024年9月から、NHK総合）

### ラジオドラマ
- ＦＭシアター 『LET IT PON！～それでええんよ～』 （2012年2月4日、NHK-FM、脚本 - 木皿泉、出演 - 柊瑠美、白石加代子、山口祐一郎、石川禅ほか、NHK松山制作）
- FMシアター 『どこかで家族』 （2014年3月8日、NHK-FM、脚本 - 木皿泉、音楽 - やまだ豊、出演 - 柿澤勇人、石川禅、金沢映子、佐藤みゆきほか、NHK松山制作）  第51回ギャラクシー賞（2013年度） ラジオ部門 選奨受賞[1]、文化庁芸術祭参加作品
- 青春アドベンチャー 『逢沢りく』 (2016年5月2日～5月6日、2016年5月9日～5月13日、全10回、NHK-FM、原作 – ほしよりこ、脚本 – 前田司郎、出演 - 恒松祐里ほか、NHK名古屋制作)
- FMシアター 『断崖のふたり』 (2017年5月13日、NHK-FM、脚本 - 柳光博、音楽- 羽深由理、出演 - 田口トモロヲ、佐藤二朗、清水葉月ほか、NHK名古屋制作、第32回NHK名古屋創作ラジオドラマ脚本募集 最優秀賞受賞作)
- FMシアター 『ドライビング・レコード』（2019年6月15日、NHK-FM、脚本 - 柳光博、出演 - 坂元健児、中川晃教、富沢亜古、水野勝ほか、NHK名古屋制作）

## 受賞
- FMシアター 『どこかで家族』 第51回ギャラクシー賞（2013年度） ラジオ部門 選奨[2]、文化庁芸術祭参加作品
- FMシアター 『ドライビング ・レコード』 第57回ギャラクシー賞（2019年度） ラジオ部門 選奨[3]
- ドラマ10 『トクサツガガガ 』 ギャラクシー賞奨励賞[4]、コンフィデンスアワード・ドラマ賞 作品賞